# Trichostema simulatum
Trichostema simulatum là một loài thực vật có hoa trong họ Hoa môi. Loài này được Jeps. miêu tả khoa học đầu tiên năm 1925.